# Rui Peres de Ferreira
Rui Peres de Ferreira ou também Rui Pires de Ferreira (1210 -?) foi um Rico-homem do Reino de Portugal durante o reinado do D. Afonso II de Portugal. Foi o 4.º Senhor de Ferreira de Aves, onde teve o solar de Paço de Lamas em  localidade de Sátão. O facto de ter sido Senhor de Ferreira de Aves levou-o a adoptar este apelido como nome de família. 

## Relações familiares
Foi filho de Pero Pais (1170 ?), Senhore de Ferreira de Aves e de Teresa Ramires da Cunha (1180 -?) filha de Rui Gonçalves Camelo e de Urraca Nunes. Casou com Teresa Peres de Cambra (1200 -?) filha de Pedro Rodrigues de Cambra (1130 -?) e de Maria Ourigues da Nóbrega (1180 -?), de quem teve:
1. Fernão Rodrigues Pacheco (1210 -?) casado com Constança Afonso de Cambra (1220 -?) filha de Afonso Anes de Cambra (? – Março de 1272) e de Urraca Pires da Ribeira, filha de Pedro Nunes, senhor de Parada,
2. Maria Rodrigues Pacheco (c. 1210 casada com Martim Condeixa,
3. Urraca Rodrigues Pacheco (1240 -?) casada com Martim Vasques Barba.[1]